# Langcat

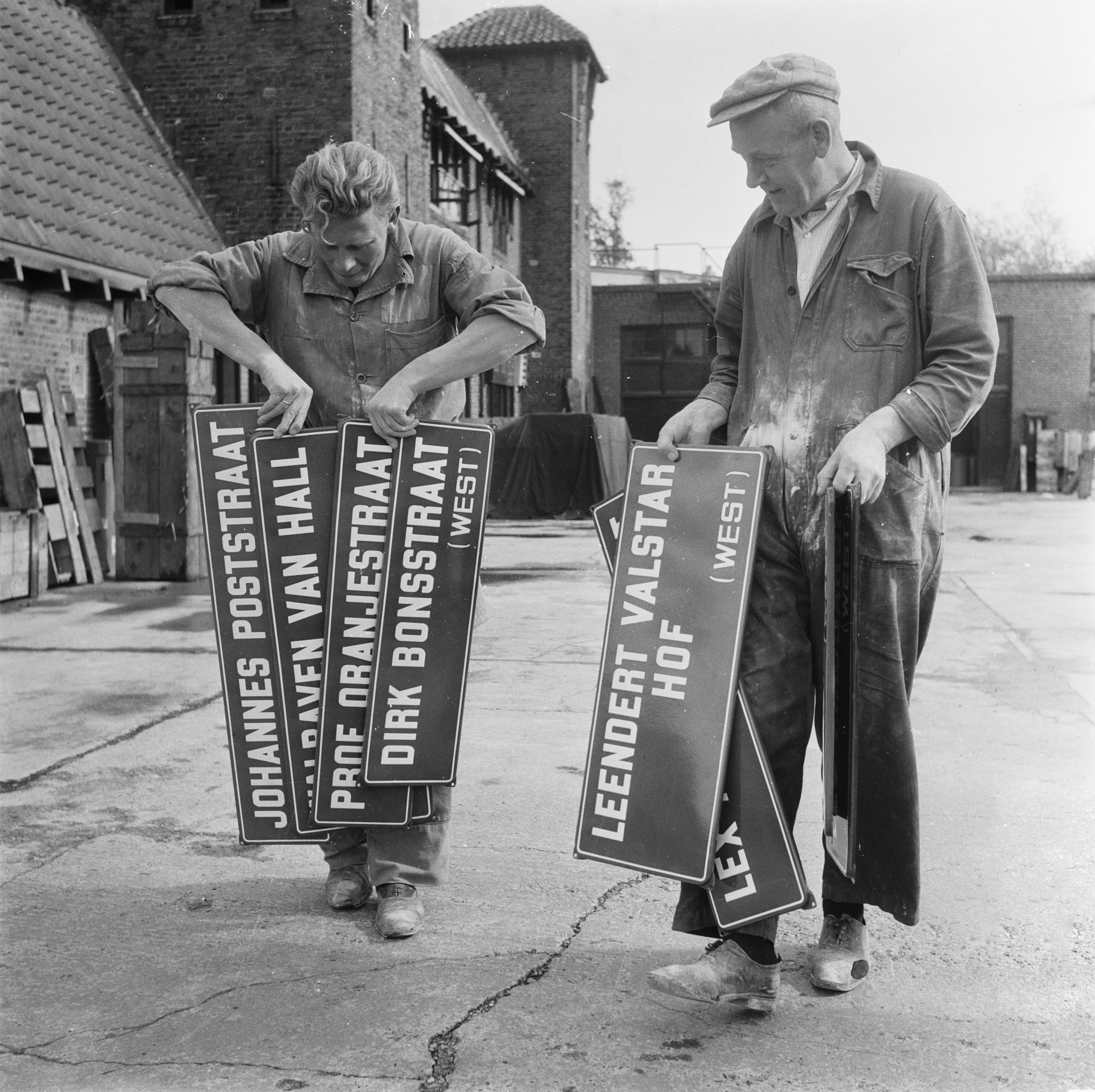
Straatnaamborden verzet tijdens Amsterdam door Fa. Langcat te Bussum

Langcat was een fabriek van geëmailleerde borden in Bussum. Het bedrijf maakte reclameborden, straatnaamborden, monumentenschildjes, peilschalen, uithangborden en gevelplaten. De fabriek stond aan het Naardense deel van de Zwarteweg van 1930 tot 1976, aan de westzijde van de spoorlijn Amsterdam-Amersfoort. Het hoofdkantoor was ondergebracht in de villa Nassau tussen de Veldweg en de Nassaulaan. Deze villa was eigendom van J.H. Biegel, de oprichter van de Bouwmaatschappij Nieuw Bussum.

## Historie
Reeds in 1898 was de productie van emaille borden in Nederland gestart door de N.V. Nederlandsche Naamplaten en Kunstemailleerfabriek (voorheen Keizer & Co). In 1904 werd toestemming verleend tot het oprichten van een emaillerfabriek aan de Veldweg in Bussum. In 1921 werd dat bedrijf overgenomen door N.V. de Vereenigde Blikfabrieken (Verblifa) uit Amsterdam. Deze blikfabriek was gevestigd aan het Damrak 28 – 30. Het bedrijf telde 9 fabrieken met in totaal 2500 werknemers. Langcat had een eigen Emaillesmelterij en Maalderij met Stoomkracht.
Het bedrijf Langcat ontstond in 1930 door een samengaan van de Verblifa-afdeling "Email" met verschillende blik- en emaillefabrieken, waaronder Verblifa en Woud & Bekkers blikfabrieken N.V. Veel werknemers kwamen evenwel nog steeds uit Bussum en omgeving. Als nieuwe vestigingsplaats werd daarom de oude leegstaande fabriek De Amstel betrokken. Dit pand stond aan het Naardense deel van de Zwarteweg. Omdat Bussum een belangrijker bekende plaats was dan Naarden, bleef de bedrijfsnaam Langcat-Bussum gehandhaafd. 
Langcat groeide uit tot de grootste leverancier van geëmailleerde borden in Nederland. In 1950 had het bedrijf 120 werknemers. Ter gelegenheid van het 25-jarig bestaan van Langcat Bussum werd een enamel bord gemaakt met daarop een groepsfoto van het personeel dat opgesteld stond voor het bedrijfspand, met vermelding van de tekst 1930-1955. Het beeldmerk van het bedrijf bestond uit een kat met een langgerekt lijf. Dit logo werd eind 1977 op geëmailleerde gevelplaten bevestigd op de Utrechtse vestiging van Dixons op de hoek van Vredenburg en Achter Clarenburg. 
De fabriek in Bussum werd in 1981 gesloopt, op de locatie werden de huizen van het Binnenhof gebouwd.

## Uitvoeringen
Naast muurschilderingen, glas-, koperen en marmeren gevelplaten en uithangborden had geëmailleerde buitenreclame een aantal voordelen. De borden waren sterk, duurzaam, kleurrijk, kleurecht en weerbestendig. Omdat kleine oplages duur waren werden de reclameborden vooral door bekende merken gebruikt. De borden gingen dan ook jarenlang mee. Veel afbeeldingen waren het werk van bekende schilders, grafici en reclameontwerpers. Een van de ontwerpers was Willy Sluiter.
De “Langcat”-borden werden gemaakt in de tableau-uitvoering (Ned. Octrooi 30871). Dergelijke borden hebben “oortjes”, om de borden zonder kans op beschadiging aan de muur te kunnen bevestigen.
Vanaf 1955 werden door Langcat naast emaillen borden ook borden van kunststof en aluminium geproduceerd. Na de oorlog werden veel verkeersborden en wegwijzers geleverd aan de ANWB. Het bedrijf had ook een vestiging in De Pijp in Amsterdam. 
Halverwege de jaren zeventig verhuisde Langcat met ongeveer honderd personeelsleden naar Almere. Daar werden kleine aantallen decoratieve producten geleverd, zoals embleemborden voor Bovag-garages, ambassadeschilden en peilschalen voor de waterschappen.

## Terugloop
In de loop der jaren liep de vraag terug. Zo stapte de ANWB bijvoorbeeld over op aluminium borden. Nadat Langcat meermalen van eigenaar was gewisseld werd in 1996 het faillissement uitgesproken. Hierna werd aan de Zwarteweg 10 in Naarden nog een doorstart gemaakt onder de naam Holland Email. Veel van de geproduceerde borden zijn te zien in het Emaille Borden Museum in Egmond aan Zee.
In 1985 werd de fabriek in Bussum gesloten. Daarna kreeg het bedrijf nog een voortzetting in Zwolle. Langcat is tegenwoordig gevestigd aan de Professor Stokvislaan 1 in Laag-Soeren. Het huidige Langcat emaille maakt monumentenschilden, monumentenbordjes, wapenschilden, peilschalen, huisnummerbordjes, straatnaambordjes, bewegwijzeringsborden, reclameborden, uithangborden kunst, thermometers en blikken doosjes. Een specialiteit is het afbeelden van enamel kleurenfoto's op een metalen, glazen of keramische ondergrond.

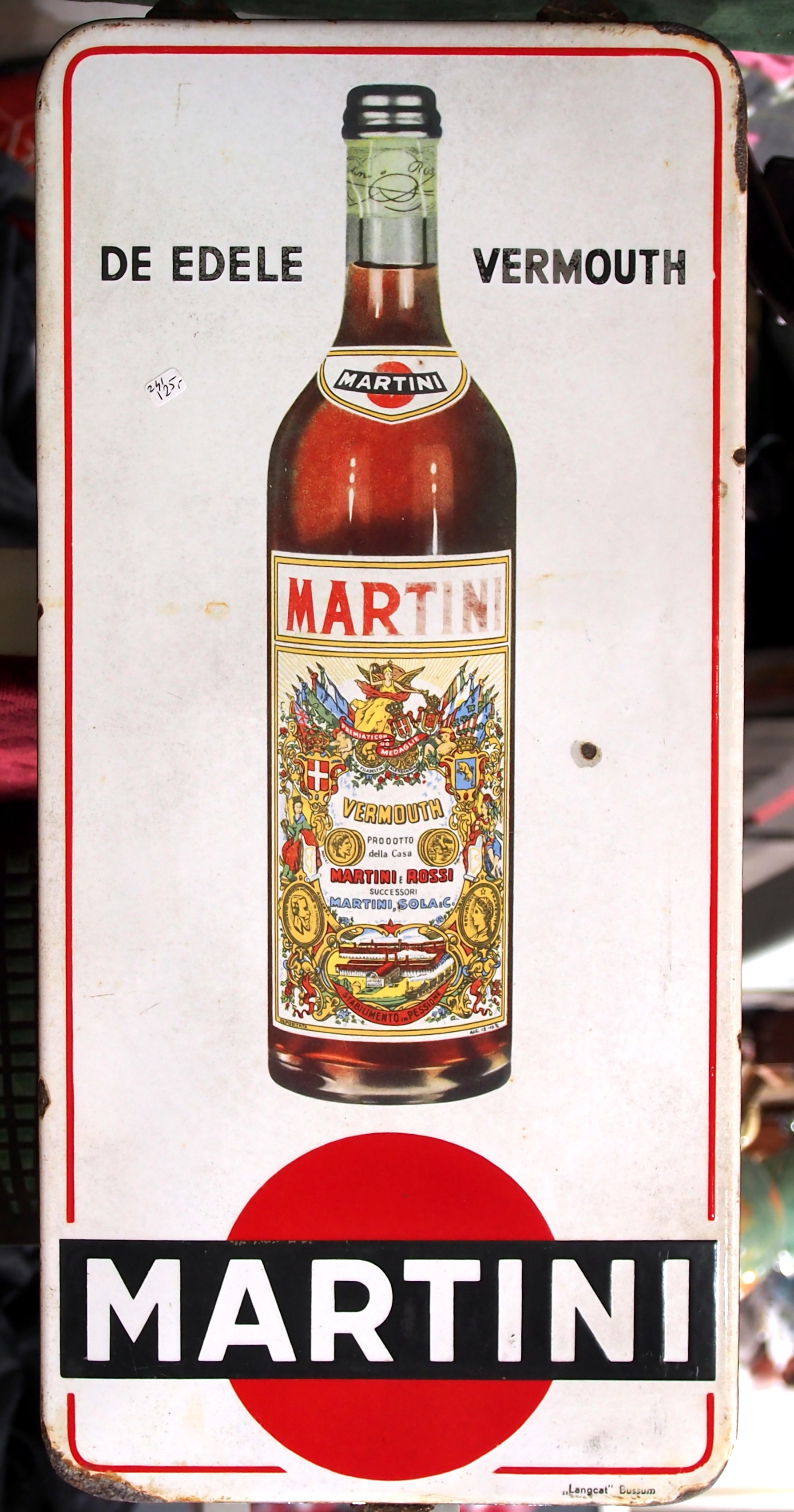
Martini Vermouth
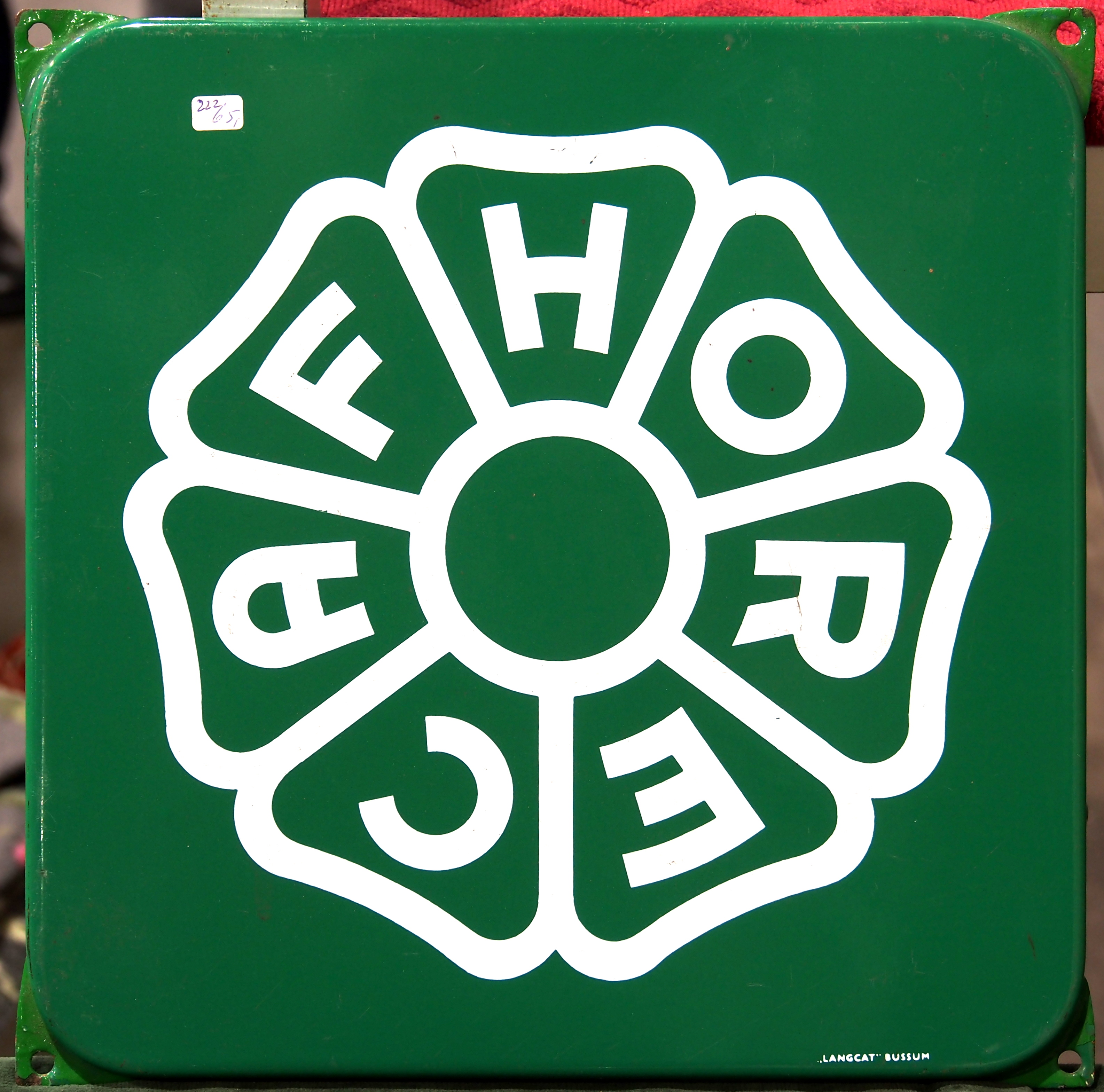
HORECAF
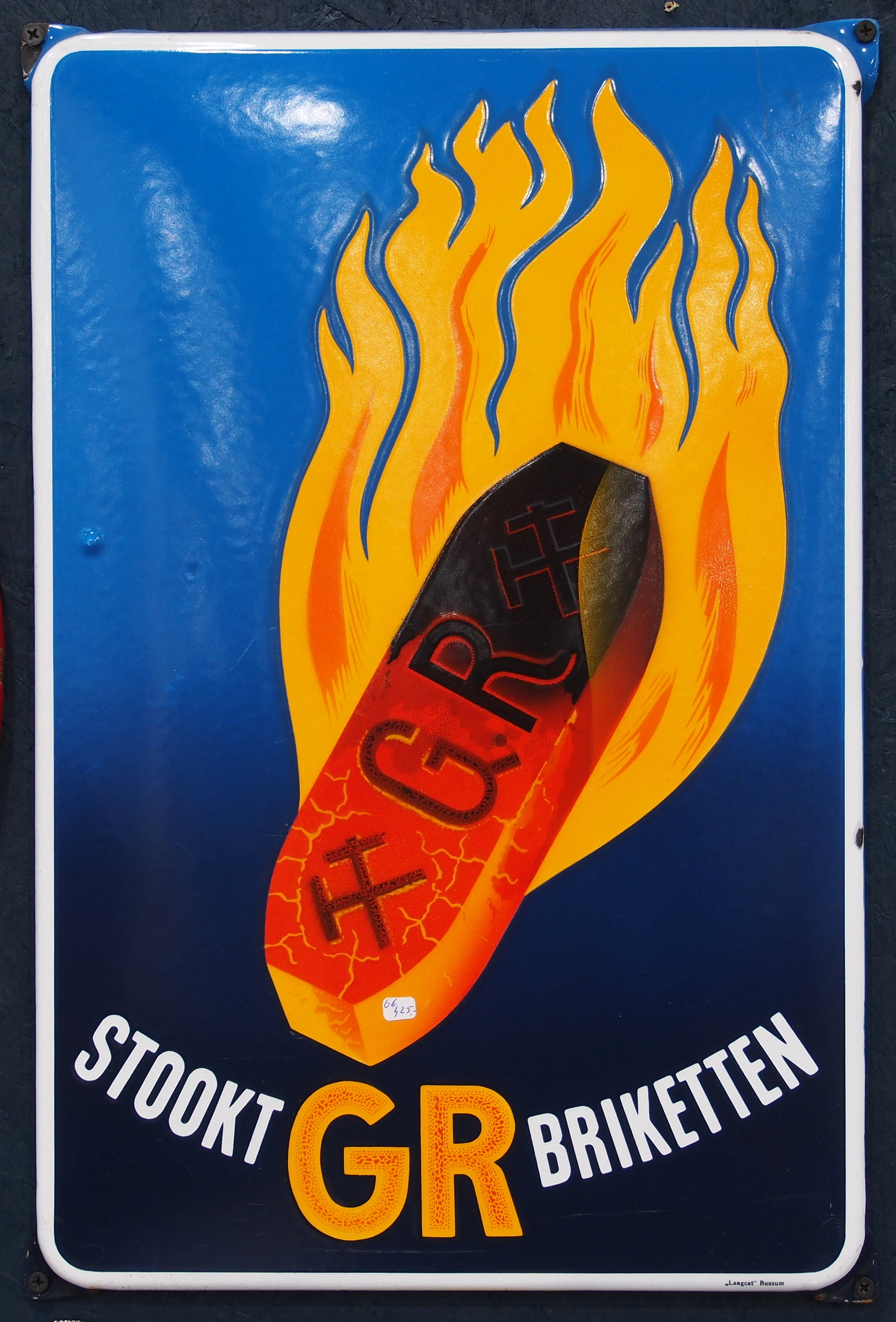
Stookt GR briketten
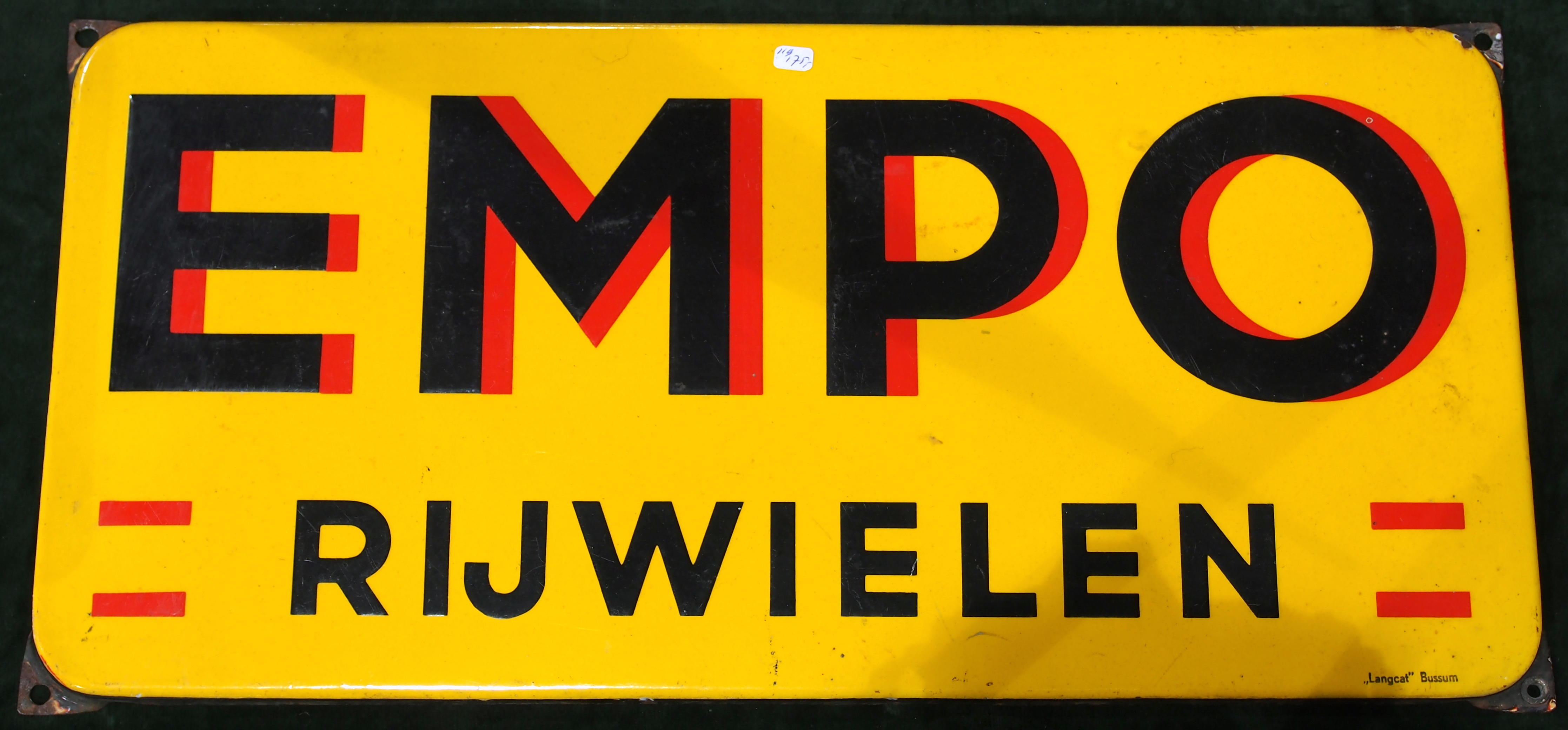
EMPO Rijwielen
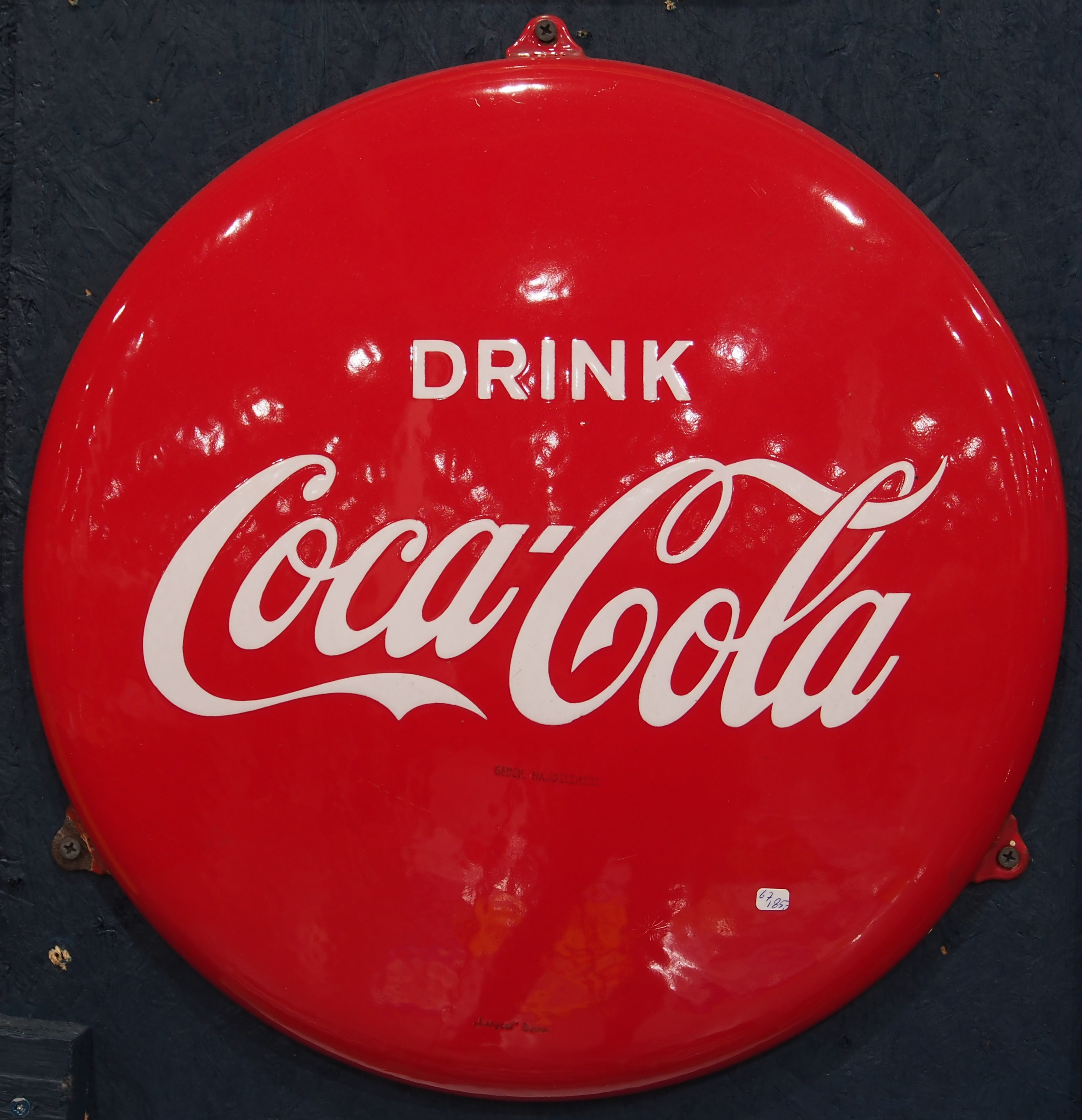
Coca Cola
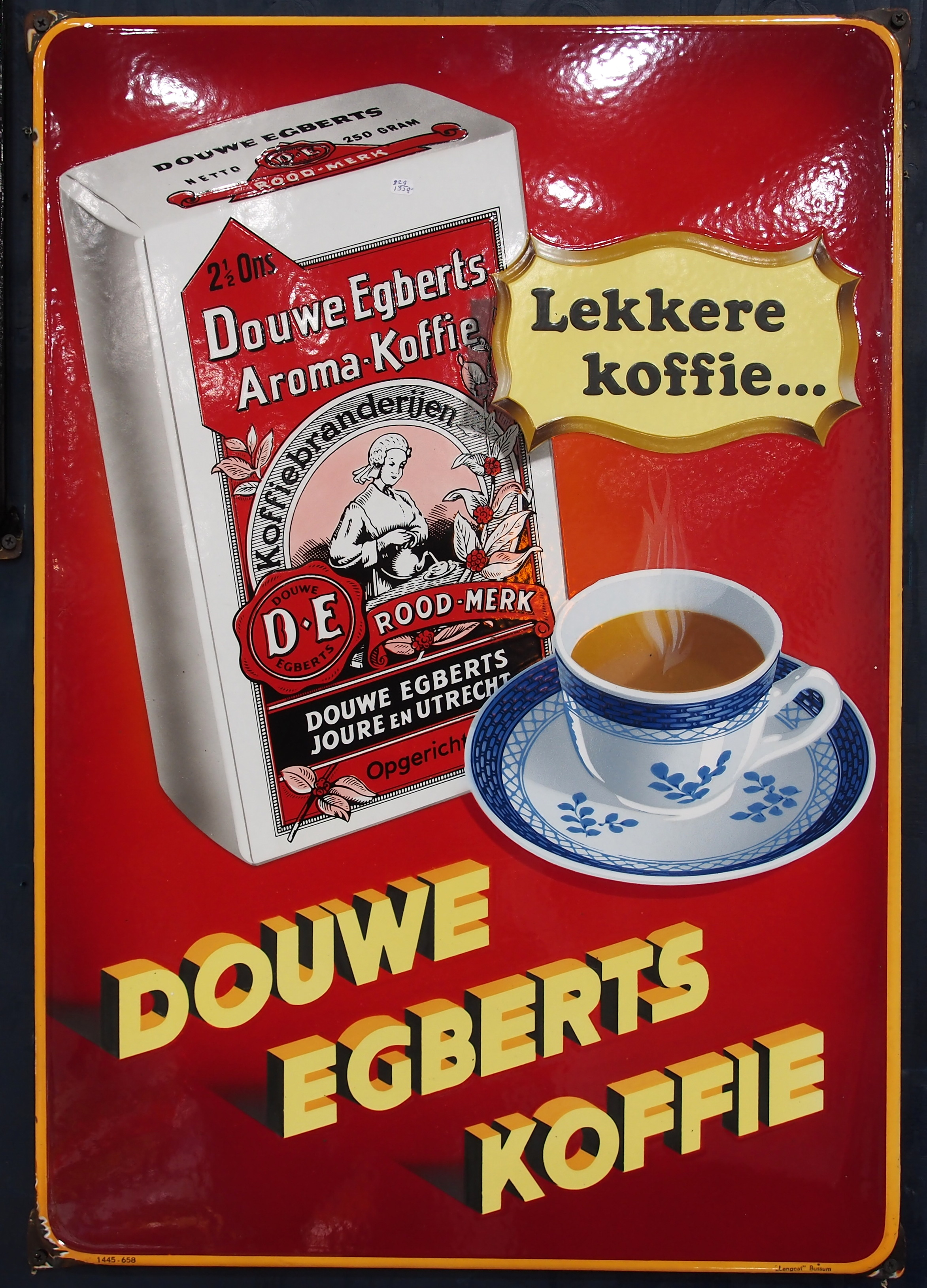
Douwe egberts koffie
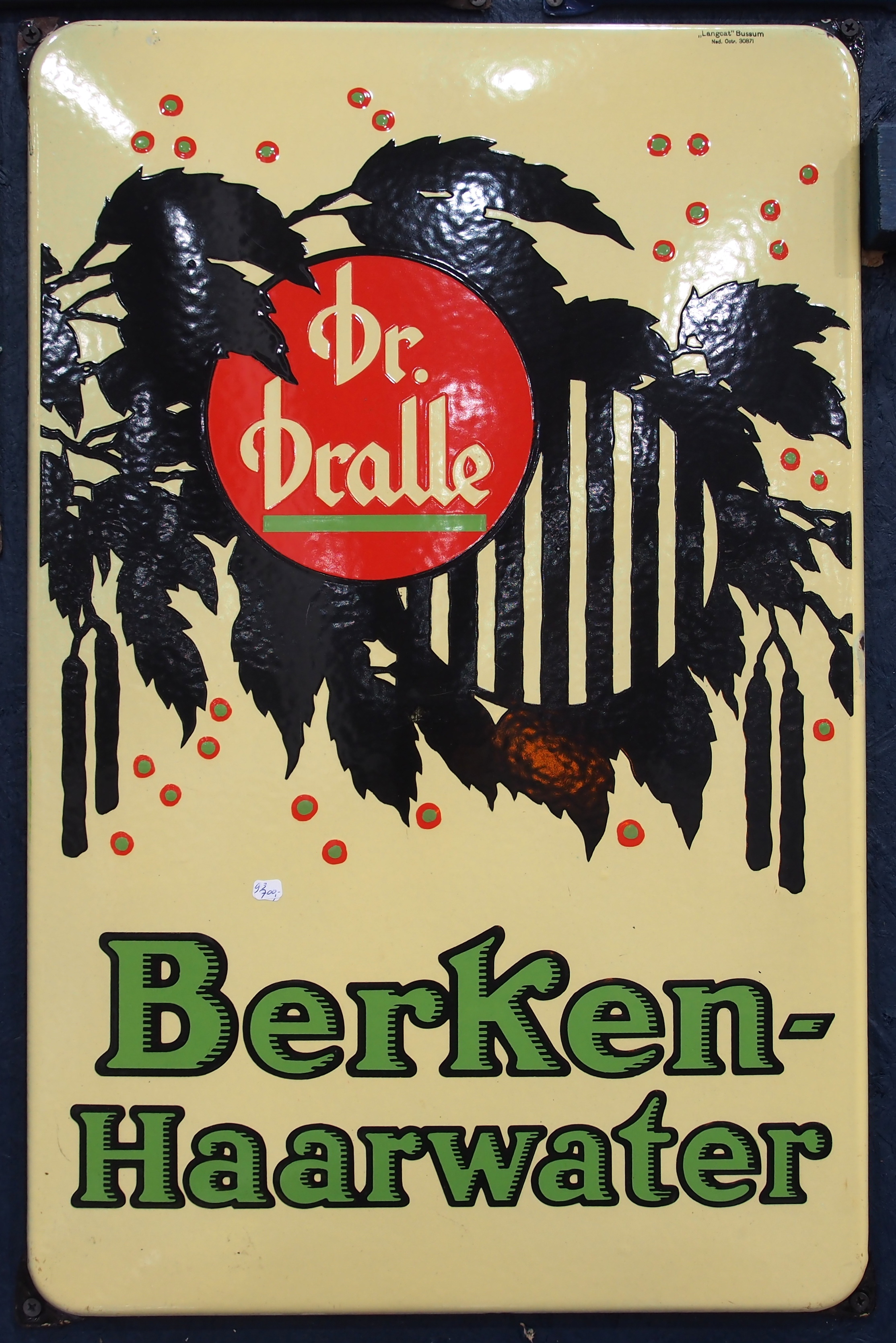
Dr Dralle, Berken Haarwater
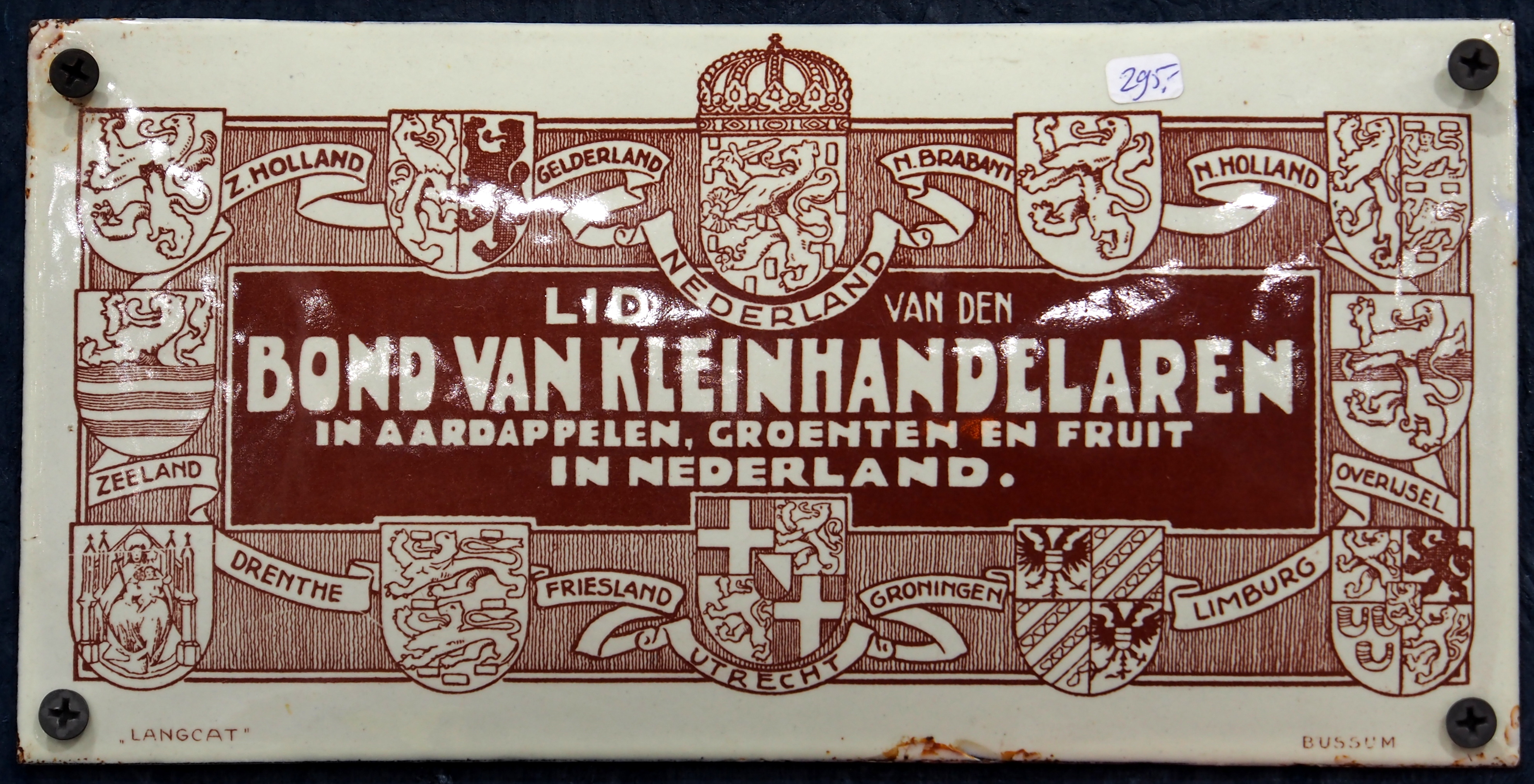
Bond van kleinhandelaren in aardappelen, groenten en fruit in Nederland
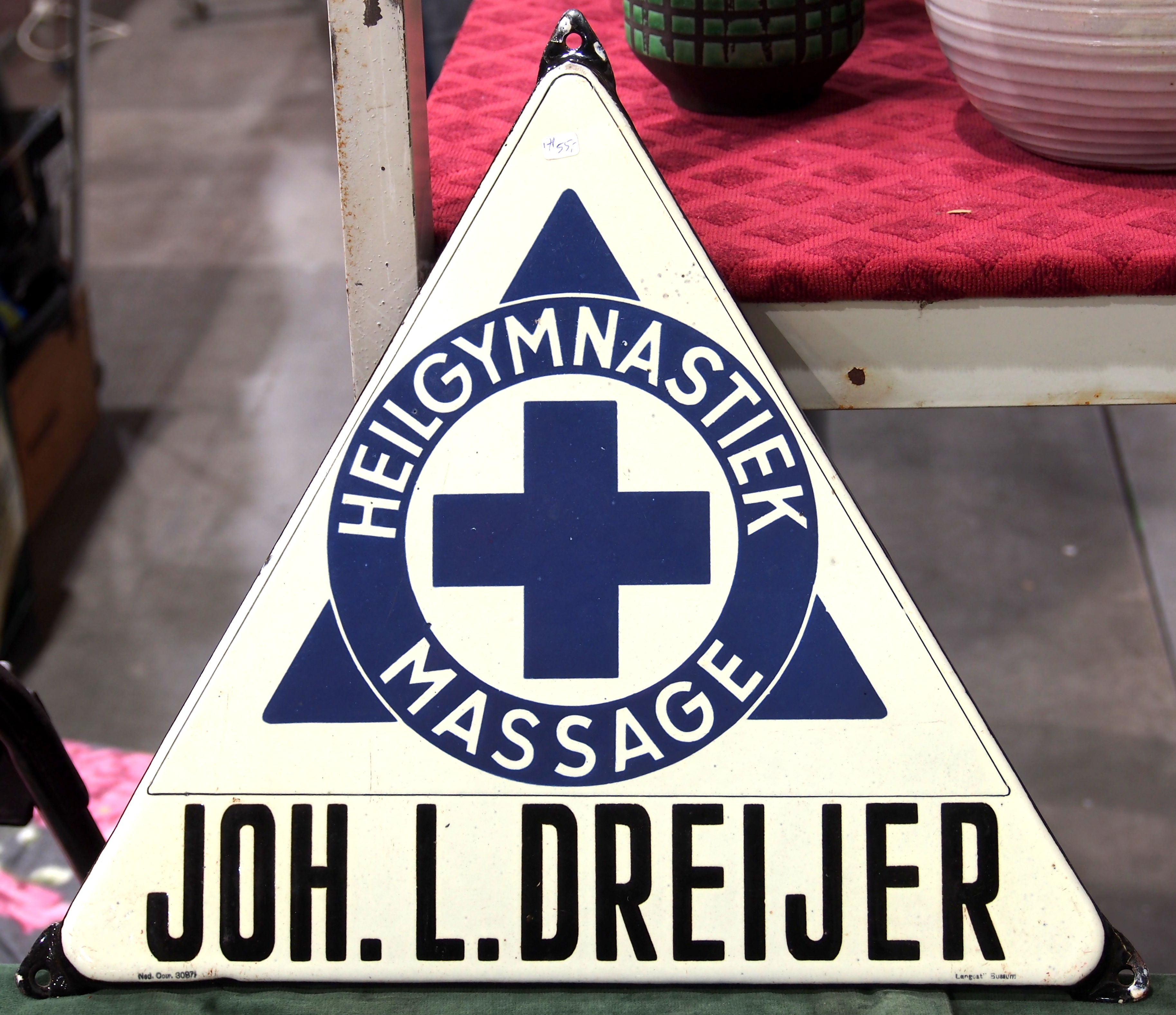
Heilgymnastiek, Massage, Joh L Dreijer
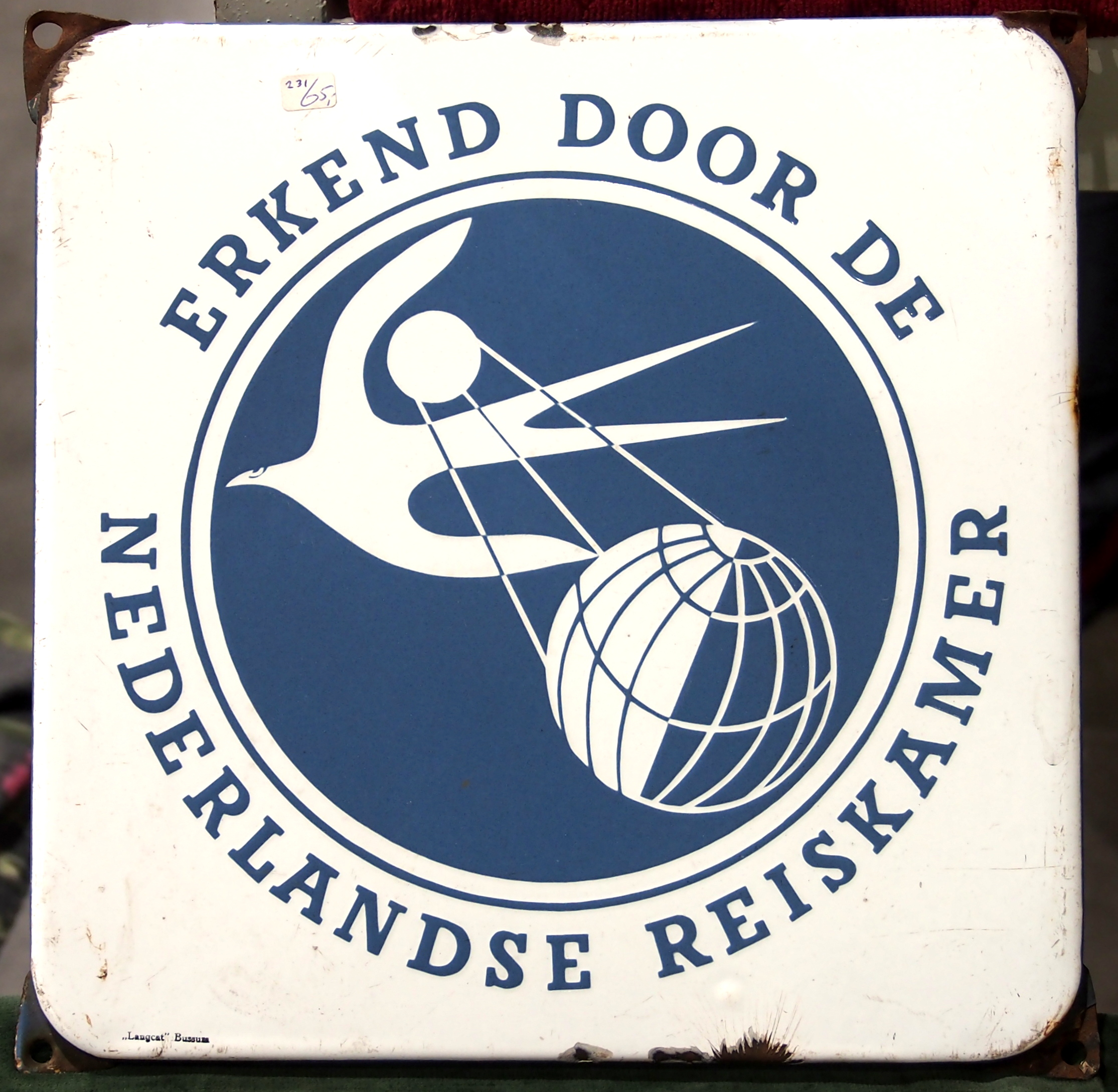
Erkend door de Nedeerlandse Reiskamer
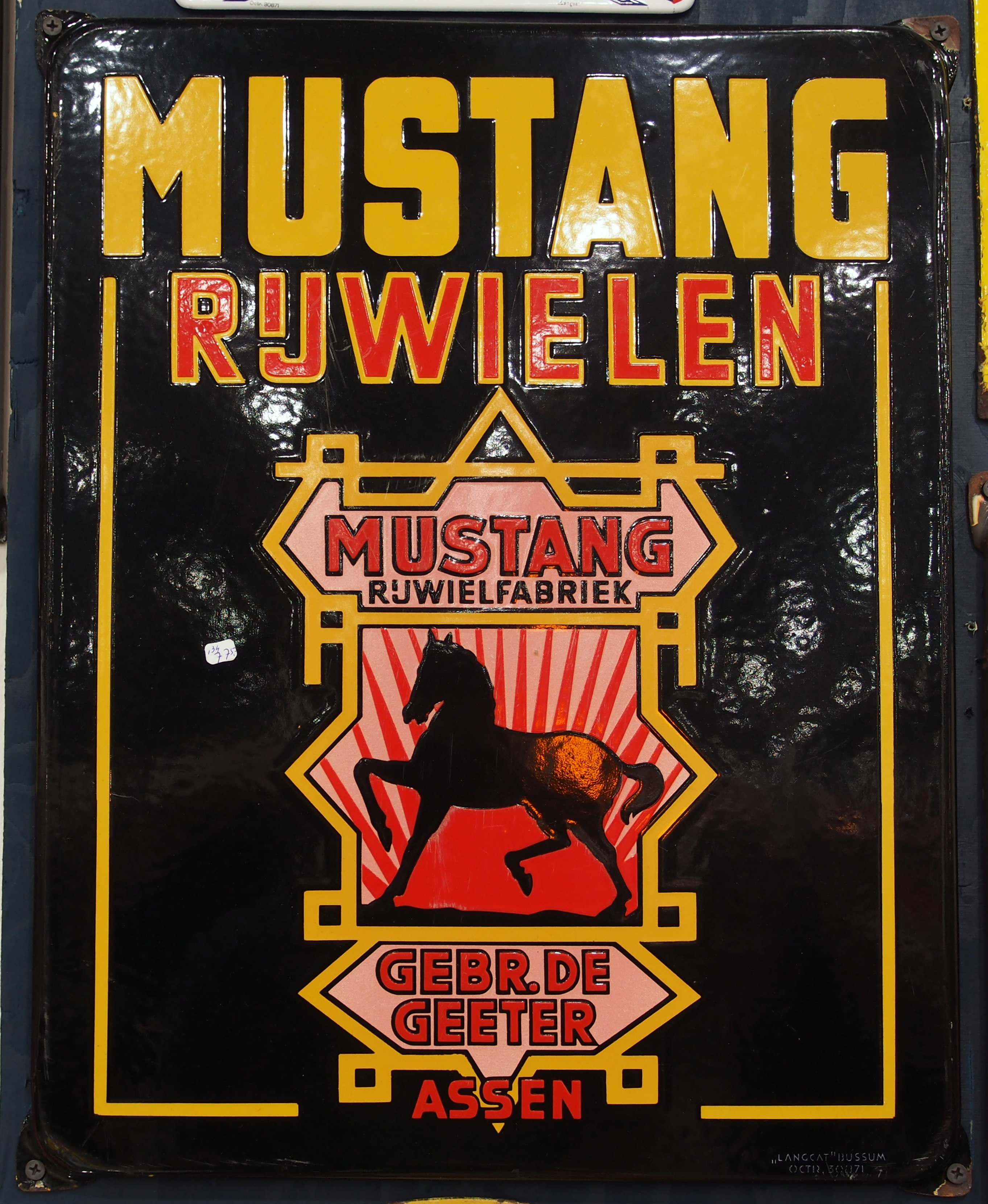
Mustang Rijwielen, gebroeders De Geeter, Assen
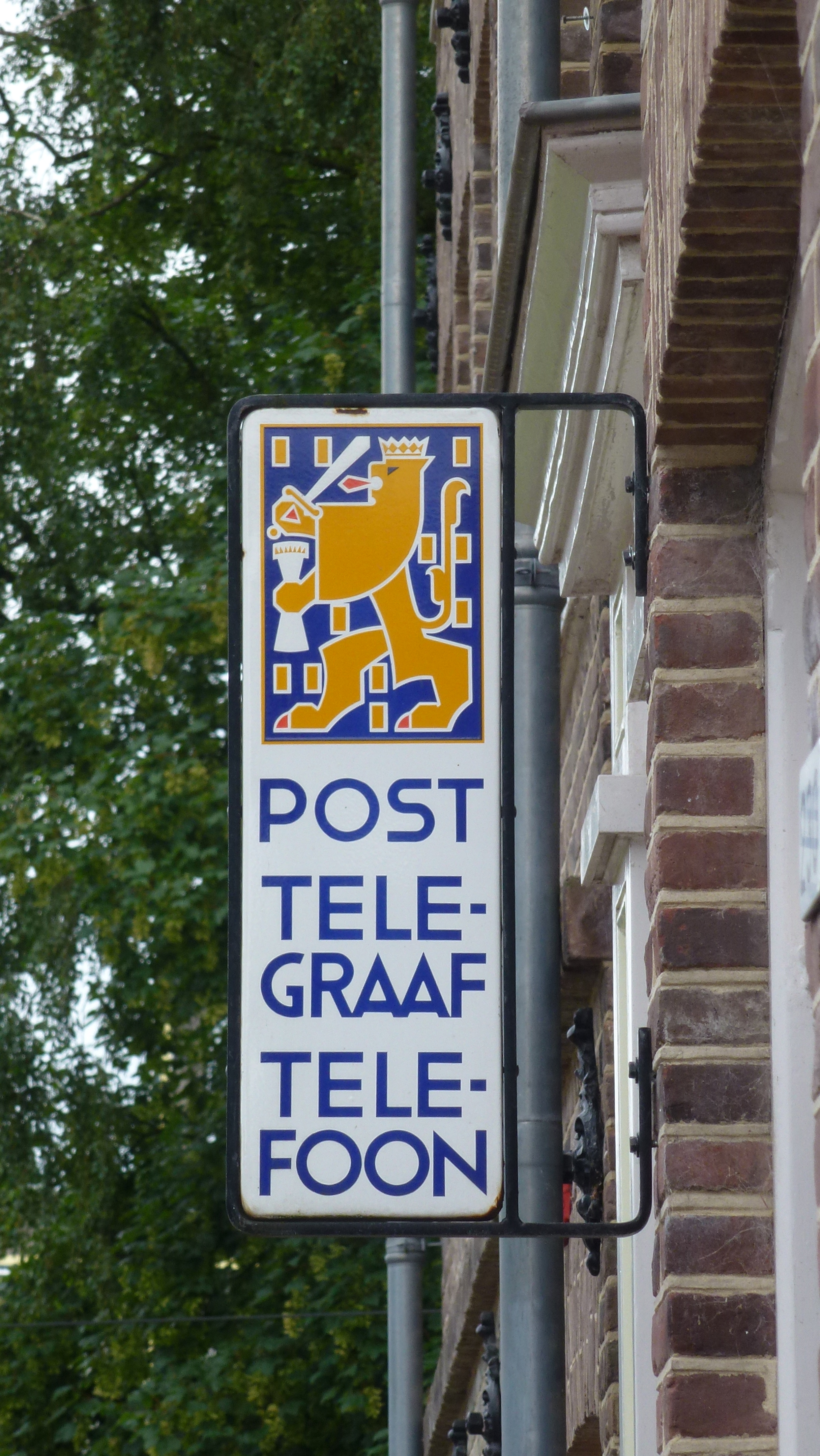
PTT
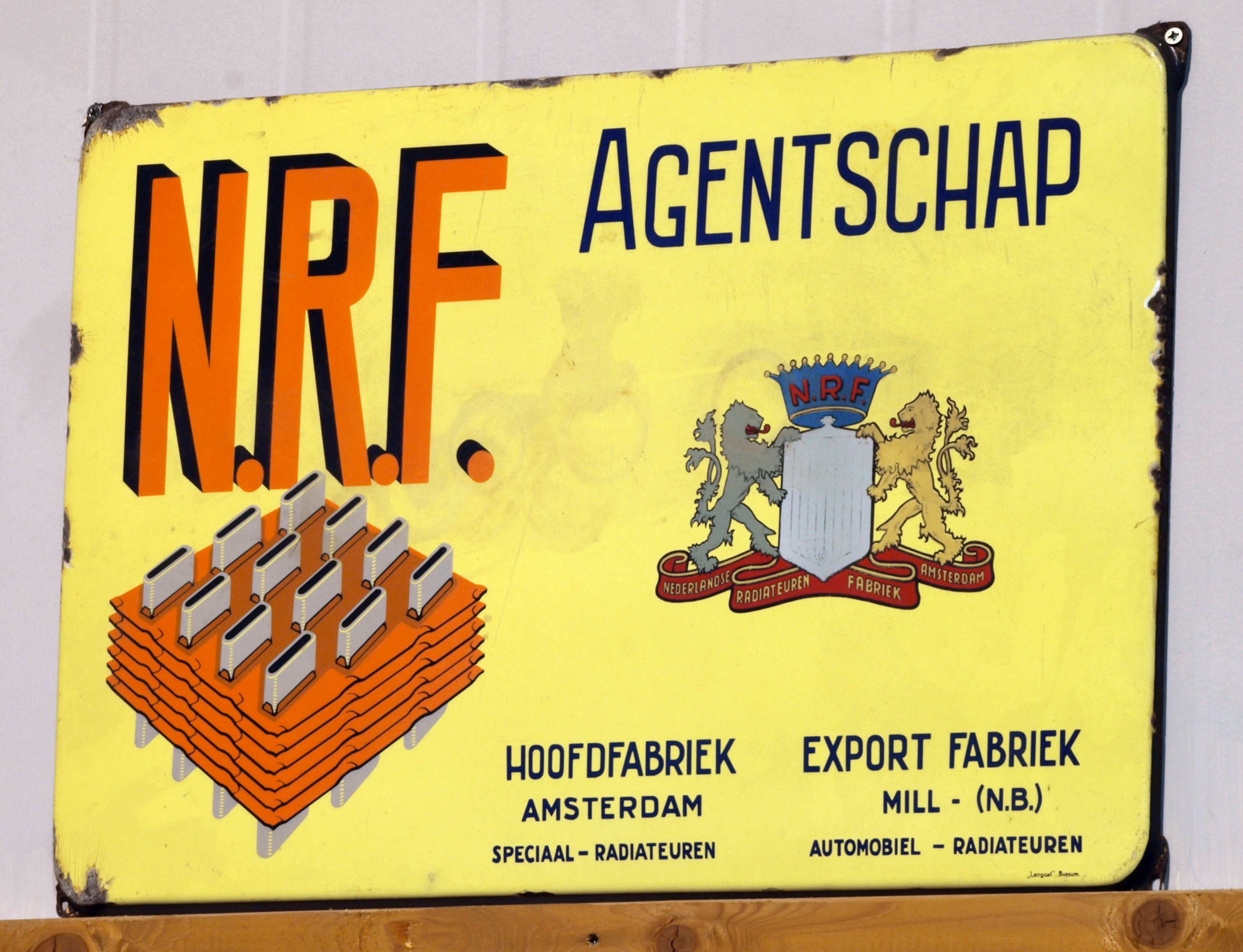
Den Hartog Ford museum
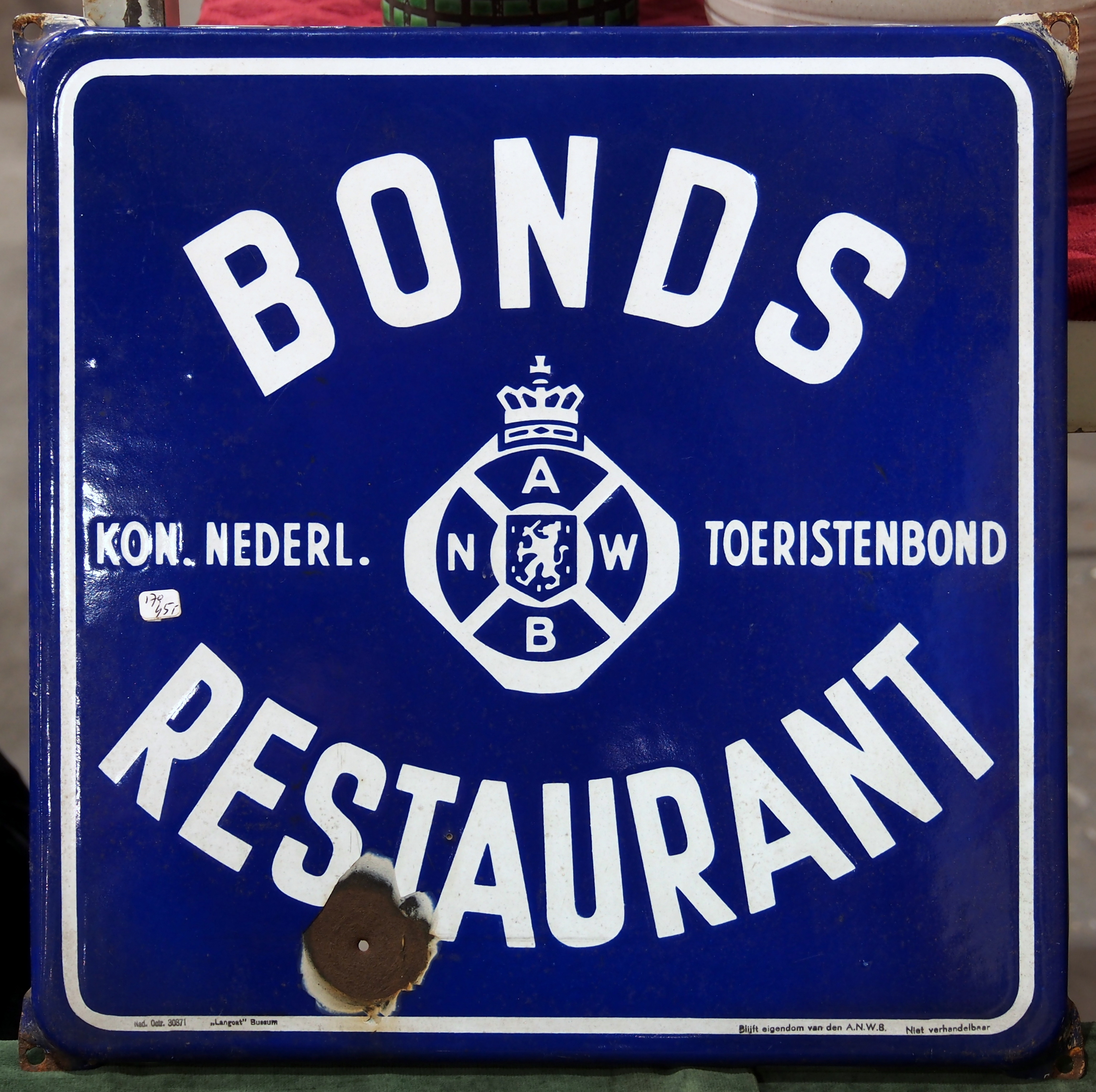
ANWB Bondsrestaurant
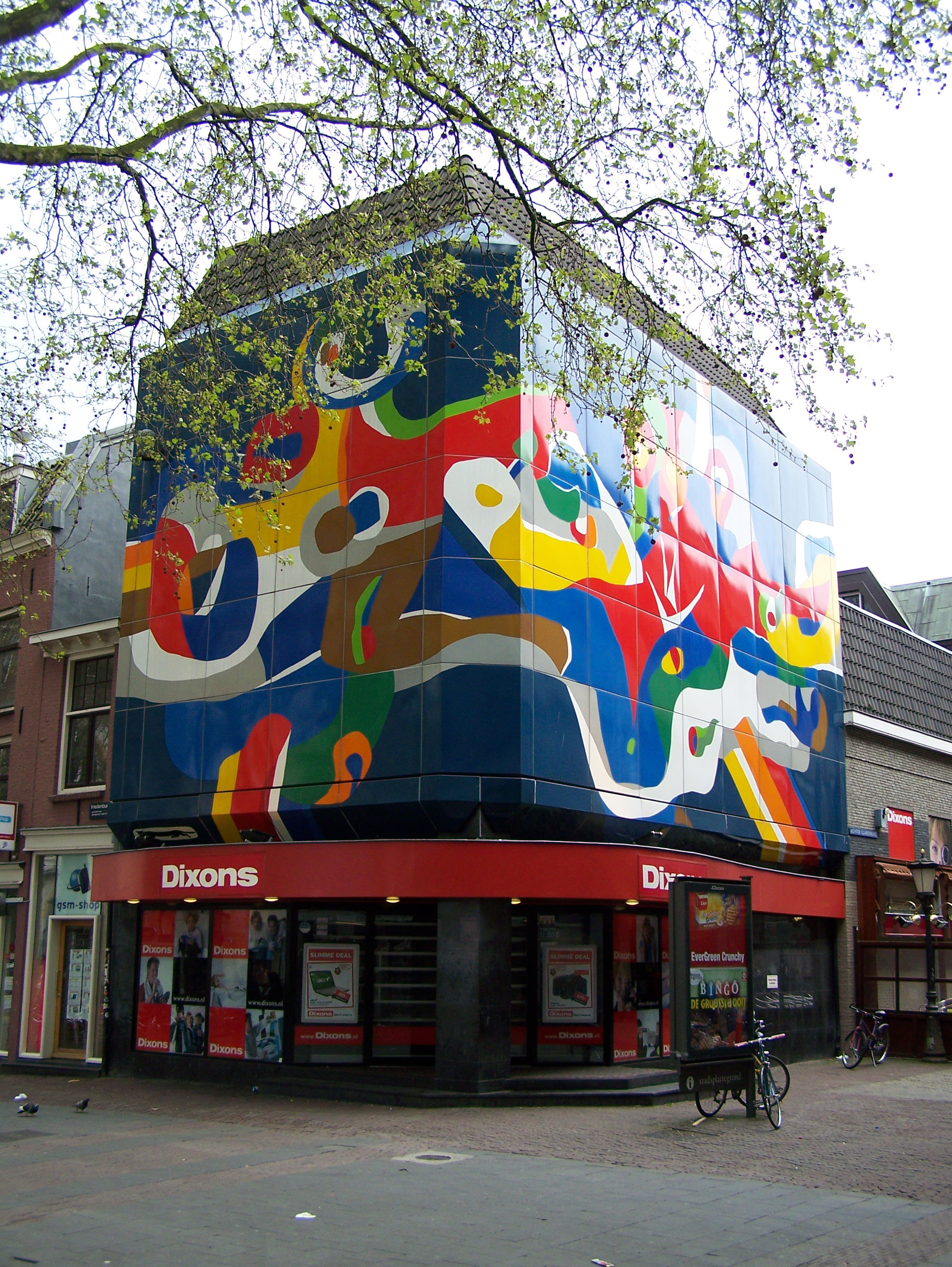
Dixons gebouw Jan van Grunsven Jan Bons Vredenburg Achter Clarenburg Utrecht